# Odeleite
Odeleite é uma povoação portuguesa sede da Freguesia de Odeleite do Município de Castro Marim, freguesia com 142,24 km² de área e 576 habitantes (censo de 2021), tendo, por isso, uma densidade populacional de 4 hab./km², o que lhe permite ser classificada como uma Área de Baixa Densidade (portaria 1467-A/2001).

## Demografia
A população registada nos censos foi:
| Ano  | 0-14 Anos | 15-24 Anos | 25-64 Anos | > 65 Anos |
| 2001 | 48        | 58         | 338        | 490       |
| 2011 | 43        | 39         | 272        | 409       |
| 2021 | 37        | 16         | 188        | 335       |

## Património
- Igreja de Nossa Senhora da Visitação